# Curtiss P-60
Curtiss P-60 là một loại máy bay tiêm kích do hãng Curtiss-Wright nối tiếp loại P-40.

## Biến thể
XP-53
XP-60
XP-60A
P-60A
YP-60A-1
P-60A-1
XP-60B
XP-60C
XP-60D
XP-60E
YP-60E
XP-60F

## Tính năng kỹ chiến thuật (XP-60C)
Đặc điểm tổng quát
- Kíp lái: 1
- Chiều dài: 33,92 ft (10,34 m)
- Sải cánh: 41,33 ft (12,60 m)
- Chiều cao: 12,33 ft (3,76 m)
- Diện tích cánh: 275 ft² (25,6 m²)
- Trọng lượng rỗng: 8.698 lb (3.945 kg)
- Trọng lượng có tải: 10.785 lb (4.892 kg)
- Động cơ: 1 × Pratt & Whitney R-2800-53, 2.000 hp (1.492 kW)

 Hiệu suất bay 
- Vận tốc cực đại: 414 mph (360 kn, 666 km/h)
- Trần bay: 37.900 ft (11.600 m)
- Vận tốc lên cao: 3.890 ft/phút (19,8 m/s)
- Tải trên cánh: 39,2 lb/ft² (191 kg/m²)
- Công suất/trọng lượng: 0,19 hp/lb (300 W/kg)

Trang bị vũ khí

- Súng: 4 × Súng máy M2 Browning.50 in (12,7 mm)